# Can Borrull (Arnes)
Can Borrull és una obra d'Arnes (Terra Alta) inclosa a l'Inventari del Patrimoni Arquitectònic de Catalunya.

## Descripció
Edifici entremitgeres, rehabilitat recentment, de caràcter rural, constituït per una planta baixa, pis i golfes.
La façana mostra els murs de maçoneria sense revocar, mentre que les obertures estan emmarcades amb carreus de pedra a excepció de la llinda de la porta, que és de fusta. La coberta és de teula àrab i el ràfec de fusta vola un metre. La seva estructura interior ens mostra una arcada apuntada adovellada.
Aquesta tipologia edificatòria amb arcades apuntades i embigat transversal se'ns repeteix en molts dels habitatges presents entre el carrer Bonaire i el carrer santa Madrona.